# 勒罗沃
勒罗沃（法語：Le Rove，法語發音：[lə ʁɔv]）是法国罗讷河口省的一个市镇，属于伊斯特尔区。

## 地理
勒罗沃（43°22'9"N, 5°15'1"E）面积22.97 平方千米，位于法国普罗旺斯-阿尔卑斯-蓝色海岸大区罗讷河口省，该省份为法国东南部沿海省份，北起沃克吕兹省，西接加尔省，南濒地中海，东临瓦尔省。
与勒罗沃接壤的市镇（或旧市镇、城区）包括：昂叙埃斯拉勒多讷、日尼亚克拉内特、莱佩讷米拉博、马赛。

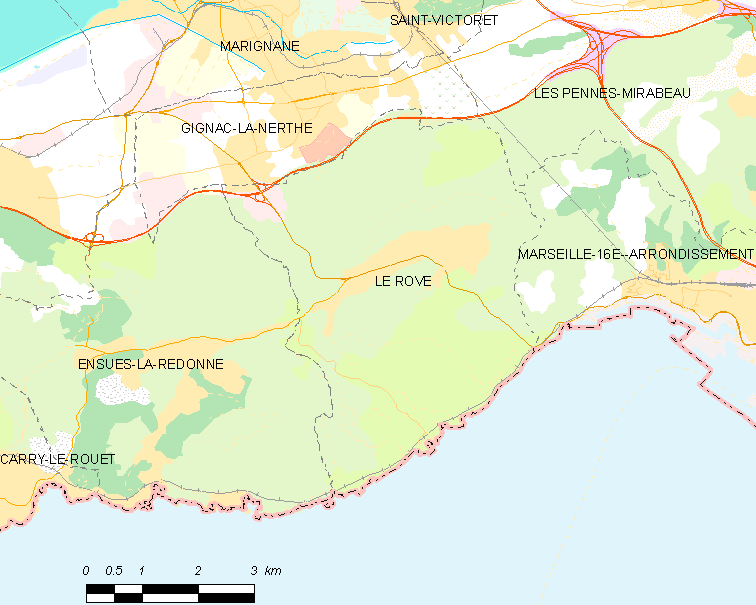
勒罗沃的OSM定位图

勒罗沃的时区为UTC+01:00、UTC+02:00（夏令时）。

## 行政
勒罗沃的邮政编码为13740，INSEE市镇编码为13088。

## 政治
勒罗沃所属的省级选区为马里尼亚讷县。

## 人口

1962-2008年间勒罗沃人口变化图示

勒罗沃于2022年1月1日时的人口数量为5205人。